# 圣卡洛斯-德巴里洛切
圣卡洛斯-德巴里洛切是阿根廷內格羅河省 (阿根廷)的一座城市。
它的湖泊，森林，山脉等自然资源丰富，是阿根廷巴塔哥尼亚山区的旅游名城，每年接待200万游客，以欧美游客最为突出。2012 年 11 月，根据阿根廷国会批准的第 26802 号法律，巴里洛切被命名为“国家冒险旅游之都”。
在该城市的历史起源中，大部分建筑物是用木头建造的，遵循欧洲阿尔卑斯山设计风格。第一批定居在这个地方的白人是德国血统的移民。

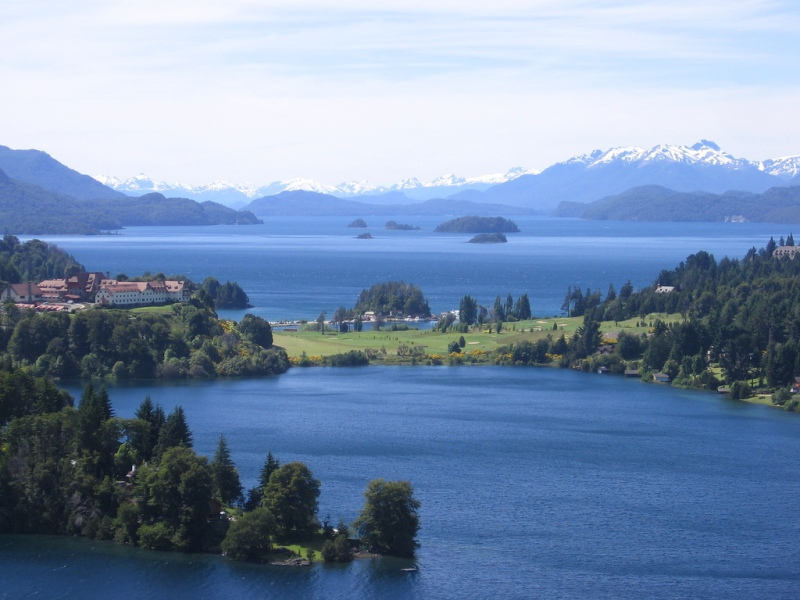
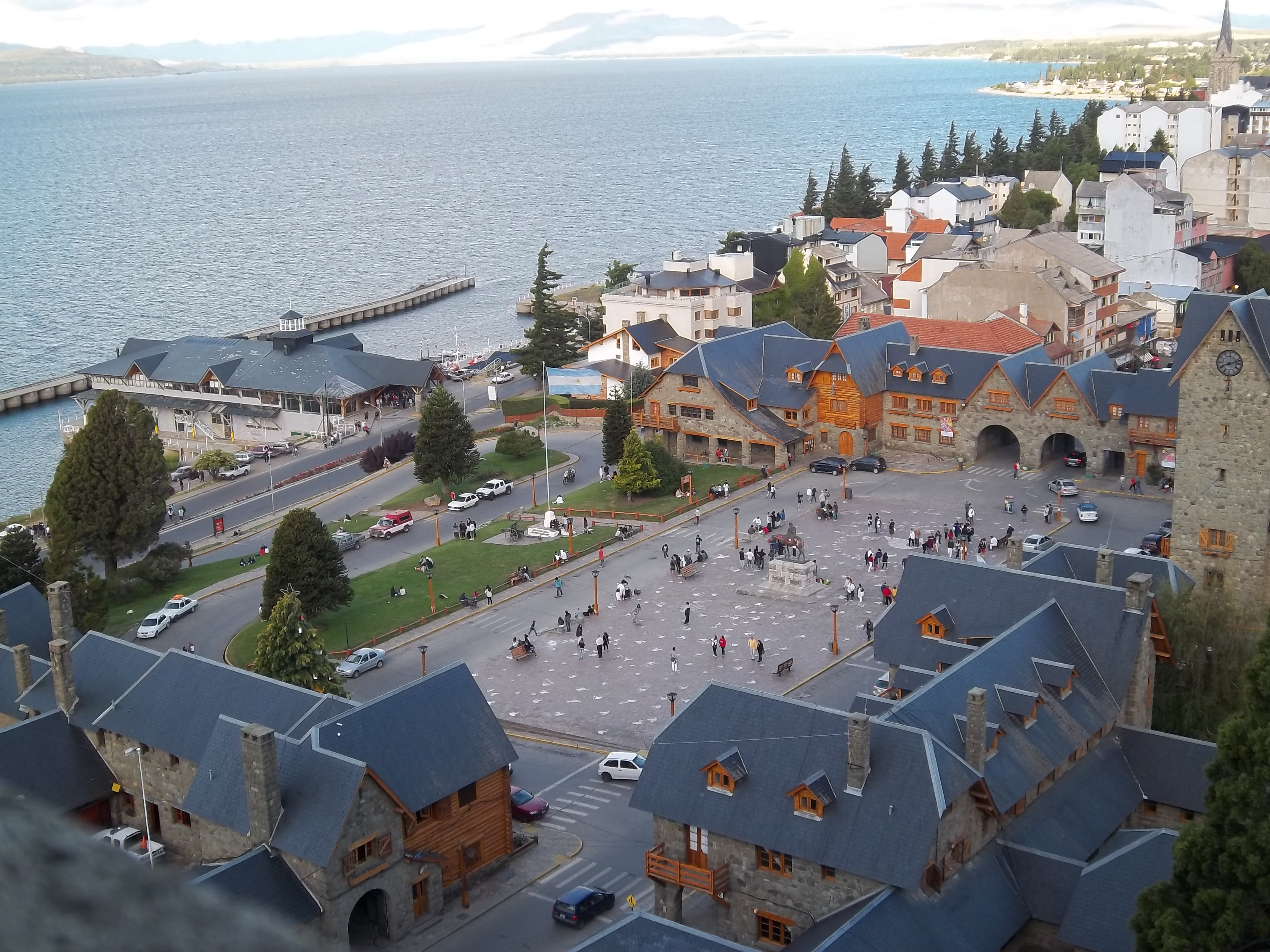
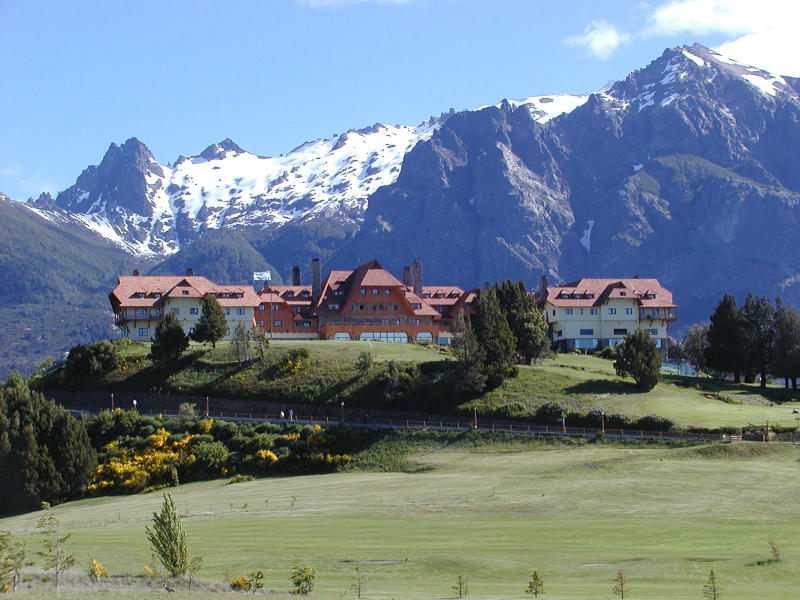
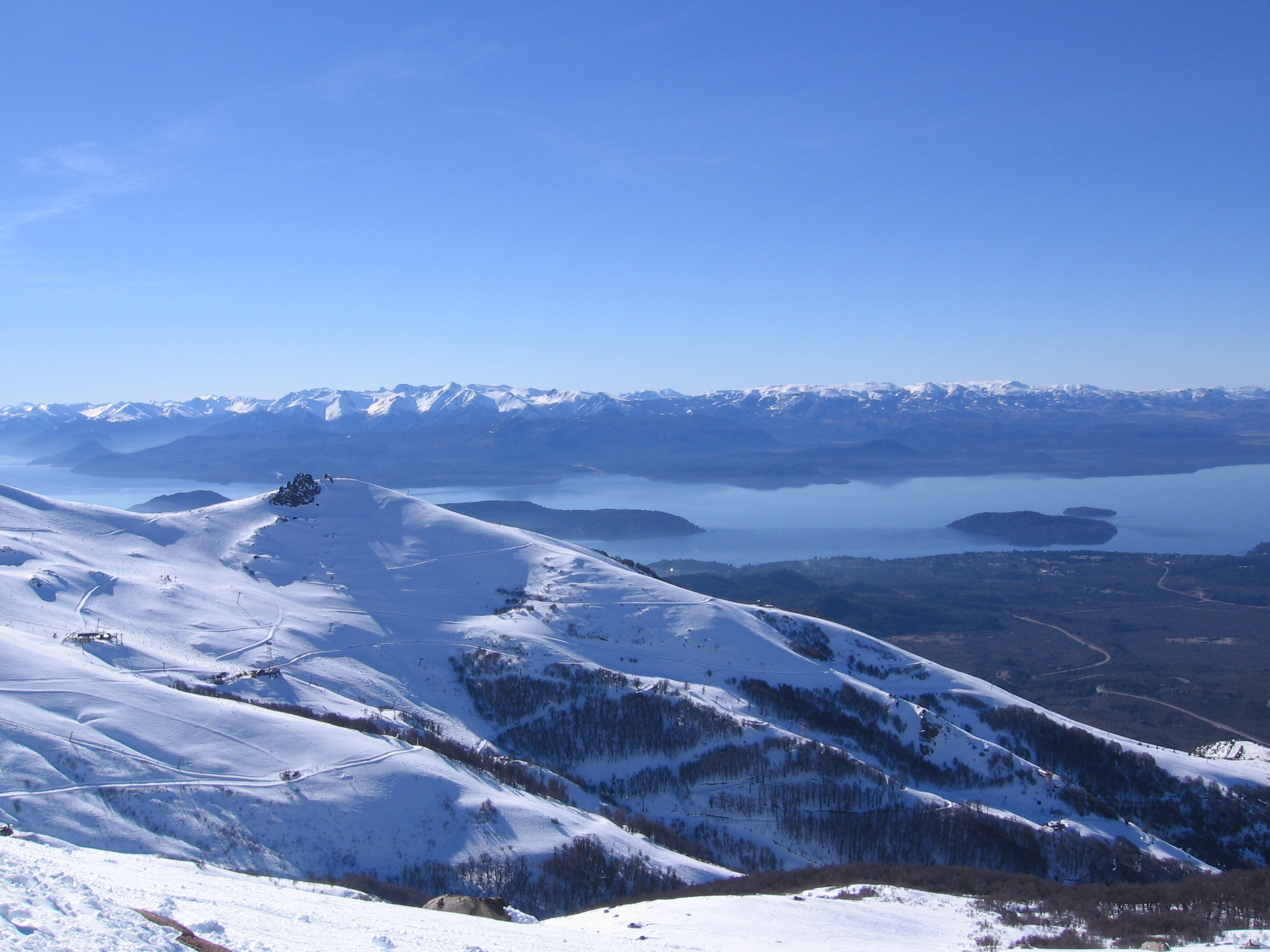
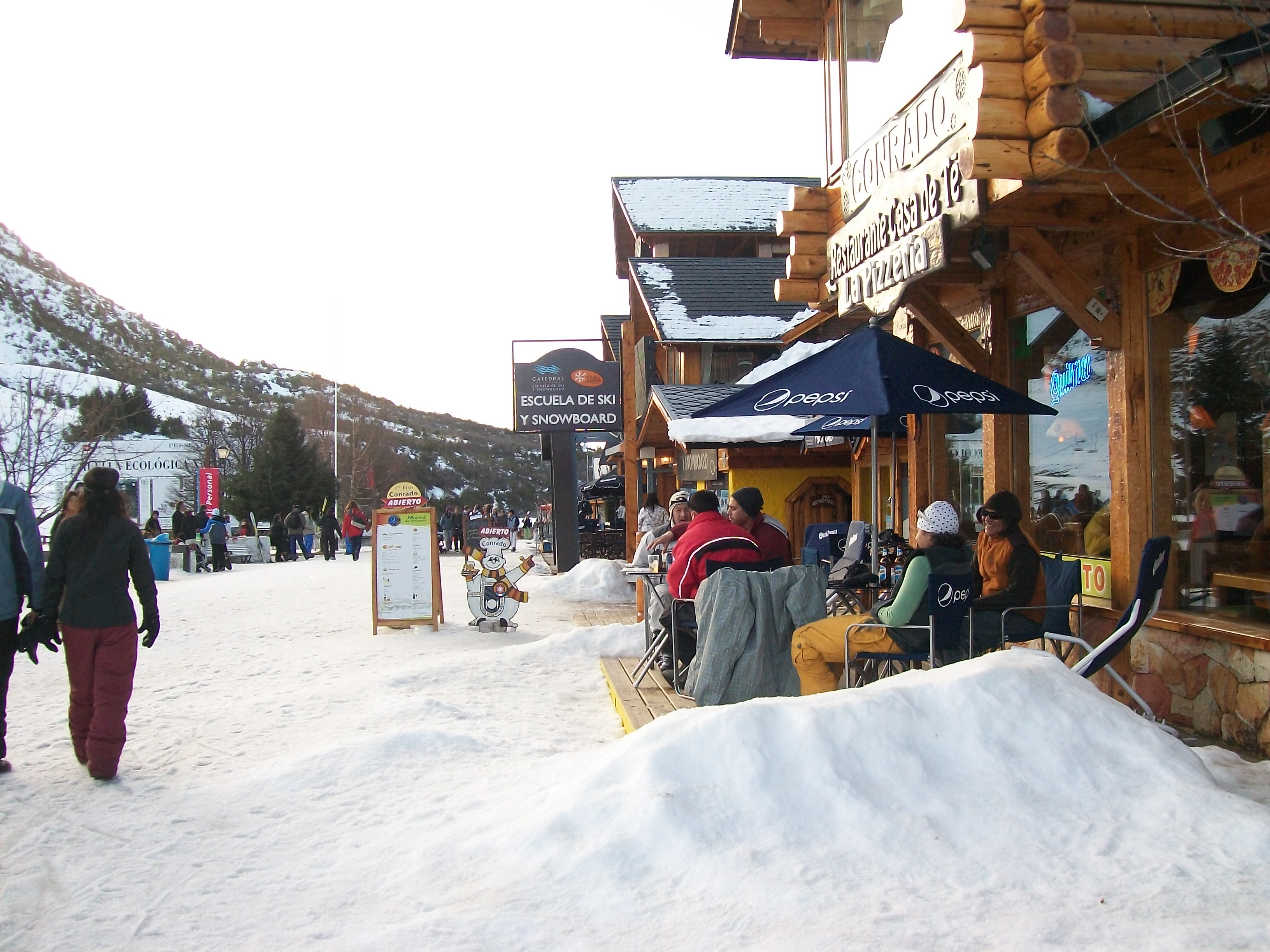